# Besmé
Besmé é uma comuna francesa na região administrativa de Altos da França, no departamento de Aisne. Estende-se por uma área de 2,66 km². Em 2010 a comuna tinha 167 habitantes (densidade: 62,8 hab./km²).